# Metronome Records

Schwedische Metronome-Schellackplatte von Josh White („House of the Rising Sun“) für den amerikanischen Markt, 1950er Jahre

Deutsche Metronome-Single von The Edsels („Rama Lama Ding Dong“), 1961

Logo des Plattenlabels, ab 1961

Deutsche Metronome-Single von Bent Fabric im Firmenlochcover, 1962

Metronome Records war ein schwedisches Pop- und Jazz-Musiklabel mit Ablegern in Dänemark und der Bundesrepublik Deutschland, das in den 1950er und 1960er Jahren aktiv war.

## Geschichte

### Gründung
Das Label wurde 1949 in Stockholm von dem Jazz-Schlagzeuger Anders Burman, seinem Bruder Lars und einem Freund der beiden, Börje Elberg (1930–2022) gegründet; 1950 wurde ein dänischer und 1954 ein deutscher Ableger des Labels in Hamburg geschaffen. Die meisten Aufnahmen in Schweden wurden in den 1950er Jahren auf EPs, dem 7-Inch-Format veröffentlicht. Führendes Label im schwedischen Jazz war Metronome, auf dem über 500 Alben in jener Dekade erschienen, meist Jazzaufnahmen, aber auch Blues u. a. von Josh White und Populäre Musik von Siw Malmkvist, Lill-Babs, Ulla Norden, Danny Marino, Tommy Kent und anderen Sängern.

### 1950er Jahre
Stockholm als eines der Zentren des europäischen Jazz zog in dieser Zeit viele US-amerikanische Musiker wie Charlie Parker, Sonny Rollins, James Moody, Stan Getz und andere an, dort aufzutreten und auch aufzunehmen. Beginnend mit der Produktion von 78ern erschien 1951 die erste Schallplatte; bereits 1953 die erste Vinyl-EP, ein Konzertmitschnitt von Stan Getz von 1951 (Dear Old Stockholm), der später vollständig auf einer 10-Zoll-LP veröffentlicht wurde. Dieses Format wurde bis Anfang der 1960er Jahre beibehalten, bis sich die 30-cm-LPs durchsetzten.
Bereits 1953 veröffentlichte das amerikanische Label Prestige elf der 10-Inch-LPs von Metronome. Deren Produktionen wurden auch von EmArcy und Roost Records übernommen und in Großbritannien erschienen sie bei Esquire und Vogue. Teilweise wurden Aufnahmen direkt für den US-Markt produziert; Leonard Feather kam dafür Anfang der 1950er Jahre mehrmals nach Schweden und arrangierte einige Aufnahmesessions.
Auf Metronome erschienen Aufnahmen US-amerikanischer Künstler mit schwedischen Musikern wie Clifford Brown/Art Farmer, George Wallington, Quincy Jones, das Zoot Sims Quartet mit Frank Rosolino und Åke Persson, Charlie Norman/Harry Arnold, Roy Haynes mit Bjarne Nerem, außerdem Musik skandinavischer Musiker wie Lars Gullin, Georg Riedel, Bengt-Arne Wallin, Arne Domnérus, Bengt Hallberg, Reinhold Svensson, Pugh Rogefeldt, Poul Hindberg und Nils-Bertil Dahlander.

### 1960er Jahre
Nachdem bereits in den 1950er Jahren neben Jazz auch Klassische Musik veröffentlicht worden war, lag der Schwerpunkt ab den 1960er Jahren auf Pop- und Folk-Produktionen, insbesondere im Genre der von Bob Dylan beeinflussten schwedischen Singer-Songwriter-Szene, wie Fred Åkerström und Cornelis Vreeswijk.
Bei Metronome erschienen auch Schlager von Siw Malmkvist, Ann-Louise Hanson und Anna-Lena Löfgren. In den 1960er Jahren gaben neue Liedermacher den Ton an und ebneten den Weg für Rockmusik mit schwedischen Texten. Pugh Rogefeldt galt als erster Musiker der neuen Generation, gefolgt von John Holm, Marie Bergman, Bernt Staf und Ola Magnell. Schon ab den 1960er Jahren erschienen bei Metronome Produktionen aus den US-amerikanischen Katalogen der Label Atlantic, Volt, Atco, Prestige und Concord Records.

### 1970er Jahre
In den 1970er Jahren wurde der Metronome-Katalog an die Warner Music Group verkauft und die Marke als Pop-, Schlager- und Hörspiel-Label (Tim und Struppi) weitergeführt. Auf dem Metronome-Sublabel BRAIN veröffentlichten auch Krautrock-Musiker wie Thirsty Moon und Charly Maucher Platten. In den 1980er Jahren erschienen dort Alben von Künstlern wie Milva, Lisa Nemzo, Extrabreit oder Peter Maffay. Später gelangte das Label zur Universal-Records-Gruppe. Dort erschien Musik von Tim Buktu, Camouflage, Die Ärzte und Wolf Maahn. Das Sublabel Unsere Welt war auf Hörspiele spezialisiert.
Ende der 1990er Jahre wurde Metronome aufgelöst und mit Warner Music Sweden fusioniert.

## Covergestaltung
Hausgrafiker bei Metronome war Stig Söderqvist, der auch als Trompeter und Posaunist bekannt war; u. a. spielte er mit Bernt Rosengren. Söderqvist schuf hunderte von Covern für das Label, angelehnt an die Cover-Illustrationen von David Stone Martin. Für die Fotografien war Bengt H. Malmqvist verantwortlich, der ansonsten tagsüber für Zeitungen arbeitete. Er dokumentierte die Besuche vieler US-amerikanischer Jazzmusiker in Stockholm; die Bilder erschienen auch im schwedischen Jazz-Magazin Orkester Journalen und im britischen Melody Maker. Bengt H. Malmqvist nahm bis Anfang der 1990er Jahre Fotos für über 700 Cover auf.